# ラストソング (映画)
『ラストソング』は、1994年2月5日に東宝系、フジテレビジョン製作で公開された日本映画。本木雅弘・吉岡秀隆のダブル主演で同年8月19日にVHSが発売されたが、現在まで未DVD化である。本作で第6回東京国際映画祭最優秀男優賞を本木雅弘が受賞した。

## ストーリー
ラジオ局員の庄司倫子は、寺園に連れられて来たライブハウスでロック・バンド″シューレス・フォー″ヴォーカルの修吉に出会う。修吉の過激な性格とは正反対の優しい歌声に倫子は魅かれる。修吉の歌声に挑戦するかのように、客席からギターをかき鳴らす青年・一矢。修吉はその才能からスカウト、バンドメンバーであるケンボーを無理やり追い出して加入させた。やがてレコード会社のディレクター・祥子の誘いでバンド上京する。修吉に半ば強引に口説かれた倫子もついていくことに。念願のレコードデビューを果たしたがセールスは泣かず飛ばずで、修吉の天下取りの思いとは裏腹に地方回りの日々が続いた。そんな中、一矢が才能を開花させていくことで、祥子はバンドを解散させ一矢をソロシンガーとして売り出すことを決めた。修吉を慕っている一矢は修吉が辞めるなら自分も辞めると言い出したことで、一矢の未来のためにも修吉はマネージャーになることを決意。倫子と三人で歩み始める。
3年後、一矢はトップ・スターとなったがスランプに悩む。また修吉は秘かにレコード会社移籍を進め契約金を手にしていた。そんな修吉の姿に一矢は葛藤する。コンサート当日、倫子の説得もあり、一矢は修吉に決別を告げた。また修吉は寺園からケンボーの事故死を聞かされ我を振り返る。友へ捧げる新曲「ラストソング」がコンサート会場に流れる中、修吉、一矢、倫子はそれぞれの道を歩み始めた。

## キャスト
- 八住修吉：本木雅弘
- 稲葉一矢：吉岡秀隆
- 河原元吉：長岡尚彦
- 松山義久：奥脇浩一郎
- 渡辺賢太郎：藤田晴彦
- 青木祥子：倍賞美津子
- 寺園圭介：石坂浩二
- 庄司倫子：安田成美

## スタッフ
- 製作 - 村上光一、堀内實三
- 企画 - 堀口壽一、高井英幸
- プロデューサー - 瀬田一彦、池田知樹
- 脚本 - 野沢尚
- 音楽 - ニッキー・ホプキンス
- 撮影 - 加藤雄大
- 美術 - 小川富美夫
- 録音 - 紅谷愃一
- 照明 - 大澤暉男
- 編集 - 長田千鶴子
- 助監督 - 山下賢章
- 製作担当者 - 徳増俊郎
- 音楽プロデューサー - 柿崎譲二、岩瀬政雄
- 音楽ディレクター - 長岡和弘
- 主題歌 - 吉岡秀隆「ラストソング」
- 監督 - 杉田成道
- 製作 - フジテレビジョン、東宝映画
- 配給 - 東宝

## 小説
脚本を手がけた野沢尚によって同名で小説化されている。
- 野沢尚『ラストソング』（フジテレビ出版、1994年）
- 野沢尚『ラストソング』（扶桑社文庫、1994年）
- 野沢尚『ラストソング』（講談社文庫、2008年）